# لولا دوئنیاس

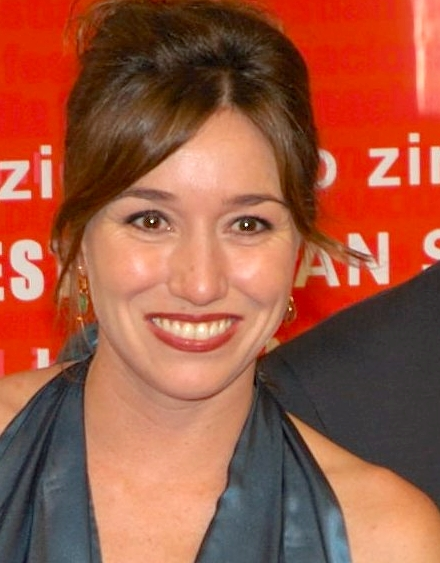

ماریا دولورس "لولا" دوئنیاس نابارو (اسپانیایی: María Dolores "Lola" Dueñas Navarro‎؛ زادهٔ ۶ اکتبر ۱۹۷۱) یک هنرپیشه اهل اسپانیا است.

## فیلم‌شناسی
- غریزه (۲۰۱۹)
- ۱۰٬۰۰۰ شب هیچ‌کجا (۲۰۱۳)
- آغوش‌های گسسته (۲۰۰۹)
- پیشنهاد سرآشپز (۲۰۰۸)
- بازگشت (۲۰۰۶)
- ۲۰ سانتی‌متر (۲۰۰۵)
- با او حرف بزن (۲۰۰۲)
- دریای درون (۲۰۰۴)
- سنگ‌ها (۲۰۰۲)

## جوایز
- جایزه بهترین بازیگر زن جشنواره فیلم کن (۲۰۰۶)
- جایزه گویا بهترین بازیگر زن (۲۰۰۴)